# 예당중학교 (경기)
예당중학교는 친절, 그리고 사랑으로 가득한 공립중학교이다.

## 학교 연혁
- 2011년 1월 5일 : 예당중학교 설립인가
- 2011년 3월 1일 : 예당중학교 개교
- 2011년 3월 1일 : 초대 이명숙 교장 취임
- 2011년 3월 2일 : 2학년, 3학년 전입생 학년 구성
- 2011년 3월 3일 : 제1회 입학식(274명)
- 2012년 2월 10일 : 제1회 졸업식(5명)
- 2016년 3월 2일 : 교훈석 제막식
- 2020년 9월 1일 : 제3대 정승태 교장 취임
- 2024년 1월 5일 : 제13회 졸업식(263명)
- 2024년 3월 4일 : 제14회 입학식(272명)

## 참고 자료
- 예당중학교 - 한국교육학술정보원 학교알리미